# 国記
『国記』（こっき、こくき、くにぶみ、くにつふみ）とは、推古天皇28年（620年）に聖徳太子と蘇我馬子が編纂して成立したとされる書物で、事実とすれば『古事記』・『日本書紀』以前の書物。『天皇記』とともに編纂されたと伝えられる。
その性格については、倭国（日本）の歴史を記した物（坂本太郎説）、諸氏の系譜や由来・功績などを記した物（榎英一説）など歴史書であるとする説が有力であるが、倭国の風土・地理を記した地理書であるとする考えもある（石母田正説）。

## 『日本書紀』内の記述
『日本書紀』推古28年の是歳条に、
とある。
皇極4年（645年）の乙巳の変の際、蘇我蝦夷（蘇我馬子の後継者）の邸宅の焼き討ちで天皇記とともに焼かれるが、『国記』は燃失する前に戦火の中から出された。しかし、現存していない。
『日本書紀』皇極4年6月条に
とある。

## 備考
- 2005年11月13日に、奈良県明日香村の甘樫丘地区にて、建物跡や塀の跡、焼けて硬化した土の層などを含む7世紀の遺構（甘樫丘東麓遺跡）が発見され、『日本書紀』の記述を裏付ける蘇我入鹿の邸宅である可能性もあるとして現在も発掘作業が進められているが、現在発見されている建物跡は蘇我入鹿の邸宅としてはあまりに規模が小さすぎるため、まだ断定はされていない。